# نان آفریقایی
نان آفریقایی (نام علمی: Treculia africana) نام یک گونه از سرده ترکولیا است.